# Свинцов, Александр Петрович
Свинцов Александр Петрович - доктор технических наук, профессор департамента "Строительство".

### Краткая биография
- 1980 г. – окончил Университет дружбы народов имени Патриса Лумумбы.
- 1982-1985 гг. – аспирантура кафедры Проектирования и строительства промышленных и гражданских сооружений Инженерного факультета РУДН.
- 1987 г. – ассистент кафедры "Проектирование и строительство промышленных и гражданских сооружений".
- 1989 г. – защитил диссертацию на соискание ученой степени кандидата технических наук по специальности «Снижение потерь воды в системах водоснабжения жилых зданий».
- 1991 г. – доцент кафедры "Проектирование и строительство промышленных и гражданских сооружений".
- 2003 г. – защитил диссертацию на соискание ученой степени доктора технических наук по специальностям: "Водоснабжение, канализация, строительные системы охраны водных ресурсов" и "Гидравлика и инженерная гидрология".
- 2006 г. – профессор кафедры "Проектирование и строительство промышленных и гражданских сооружений".
- 2007-2017 гг. – заведующий кафедрой "Проектирование и строительство промышленных и гражданских сооружений"
- 2017 г. – н.в. – профессор департамента "Строительство".
- 2016 г. – н.в. – Эксперт РАН: Распоряжение Президиума РАН от 27.07.2016 № 10108509.
- 2016 г. н.в. – эксперт ФГБУ «Росаккредагентство»: Распоряжение об аккредитации №1017-06 от 20.04.2016 г.
- 2015 г. – н.в. – член диссертационного совета Д212.138.10 на базе ФГБОУВО «Национальный исследовательский Московский государственный строительный университет».
- 2010 г. – Объявлена Благодарность Федерального агентства по образованию.

### Преподавание
- Руководитель основной образовательной программы магистратуры по направлению "Строительство" – "Теория и практика организационно-технологических и экономических решений в строительстве".
- Руководитель основной образовательной программы магистратуры по направлению "Строительство" – "Городская среда и жилищно-коммунальное хозяйство "умного города".
- Читает слушателям программ профессионального образования курсы лекций:
  1. «Водоснабжение и водоотведение»
  2. «Теплогазоснабжение с основами теплотехники»
  3. «Организация производства на предприятиях жилищно-коммунального хозяйства»
  4. «Методы решения научно-технических задач в строительстве»
  5. «Экономические механизмы управления строительством»
- Автор пособий:
  1. «Отопление, вентиляция и кондиционировании воздуха» -М.: РУДН, 2006. В книге рассмотрены теоретические основы отопления, вентиляции и кондиционирования воздуха, вопросы устройства и работы соответствующего оборудования. Учебное пособие предназначено для студентов бакалавриата строительных ВУЗов по направлению "Строительство".
  2. «Примеры расчетов по курсов Водоснабжение и водоотведение. –М.: РУДН. 2004. В учебном пособии изложен современный методический материал и приведены примеры расчетов с подробным решениями, охватывающий различные разделы курса "Водоснабжение и водоотведение", читаемый в Российском университете дружбы народов для студентов бакалавриата по направлению "Строительство".
  3. Экономика строительства. –М.: РУДН. 2011 / А.П. Свинцов, А.М. Шубин. В пособии рассмотрены вопросы экономики строительства, роли и места строительства в экономическом пространстве, функционирование строительного предприятия на строительном рынке, принципы оценки экономической эффективности инвестиций и инноваций в строительстве, персоналии оплата труда, основные принципы планирования и анализа производственно-хозяйственной деятельности. Пособие предназначено для студентов бакалавриата по направлению "Строительство".
  4. Методы решения научно-технических задач в строительстве: учебно-методический комплекс. –М: РУДН. 2013. Рассмотрены основные направления экспериментального исследования в строительстве, разработки интеллектуальной сосбственности и ее защите
  5. «Отопление, вентиляция и кондиционировании воздуха» -М.: РУДН, 2018. В книге рассмотрены теоретические основы отопления, вентиляции и кондиционирования воздуха, вопросы устройства и работы соответствующего оборудования. Учебное пособие предназначено для студентов бакалавриата строительных ВУЗов по направлению "Строительство".

### Наука
- Создана теория рационального водопотребления в жилищном фонде.
- Разработана теория надежности строительной технологической системы возведения зданий из монолитного железобетона с использованием несъемной опалубки.

#### Научные интересы
- Системы водоснабжения жилищного фонде
- Совершенствование строительных технологий

#### Ключевые слова
Водоснабжения, водосбережение, санитарно-техническая арматура, технология и организация строительства, надежность.

### Списк публикаций
1. Свинцов А.П., Николенко Ю.В., Казаков А.С.  Прогнозирование чрезвычайных ситуаций на промышленных зданиях при негативном воздействии нефтепродуктов на бетонные и железобетонные конструкции  М.: РУДН, 2015, Монография, тираж 500 экз., 10 п.л.
2. Alexander P. Svintsov, Svetlana L. Shambina  The dataset about the deformations under axial compression of concrete and cement-sand mortar impregnated with oil  Scopus Q1, Data in Brief, vol. 21.2018., 1363 – 1369  https://doi.org/10.1016/j.dib.2018.10.152
3. Alexander P.Svintsov Svetlana L.Shambina  Influence of viscosity of vegetable and mineral oil on deformation properties of concrete and cement-sand mortar.  Scopus Q1, Construction and Building Materials, Volume 190, 30 November 2018, P. 964-974  https://doi.org/10.1016/j.conbuildmat.2018.09.103
4. Svintsov A.P.  Effect of Petroleum Products on Physical and Mechanical Properties of Concrete and the Reliability of Load-Bearing Structures.   Scopus Q2, Arabian Journal for Science and Engineering. 2018, p. 1–11.  https://doi.org/10.1016/j.conbuildmat.2018.09.103
5. Svintsov, A.P., Nikolenko, Yu.V.  Effect of viscosity of petroleum products on deformation properties of concrete   Scopus Q2, Magazine of Civil Engineering, 51 (7), (2014) pp. 16–22.
6. Svintsov, A.P., Kharun, M.I., Mukarzel, S.A.  Valve head for water fittings with high regulatory capacity   Scopus Q3, Magazine of Civil Engineering, 58 (6), pp. 8–18. (2015)
7. M. Kharun, A.P. Svintsov, E.L. Schesnyak  Concept of Socio-Economic Motivation of Water Consumption and Water Saving in the Housing Sector  Scopus Q3, The Social Sciences, 2016. V. 11, Issue 30, P. 7189-7194.
8. Svintsov A.P., Kharun M., E.L. Schesnyak.  Consumer Value of Drinking Tap Water as a Management Factor of the Water Supply and Sewerage Enterprise.   Scopus Q3, IPN Education Group, Kuala Lumpur, Malaysia, 2016, р. 38-39.
9. M. Kharun, A.P. Svintsov, E.L. Schesnyak.  Consumer Value of Drinking Tap   Scopus Q3, Water as a Management Factor of the Water Supply and Sewerage Enterprise, 2016. The Social Sciences, V. 11, Issue 30, P. 7284-7289.
10. Svintsov A.P., Kharun M., Kazakov A.S.  Reliability Assessment of Load-Bearing Building Structures Impregnated by Petroleum Products.  Scopus Q3, ICONTES, Kuala Lumpur, Malaysia, 2016, р. 132-134. International Congress on Technology – Engineering & Science, Kuala Lumpur, Malaysia
11. Fediuk R.S., Lesovik V.S., Svintsov A.P., ect.  Self-compacting concrete using pretreatmented rice husk ash.   Scopus Q3, Magazine of Civil Engineering. 2018. No. 3. Pp. 66–76.
12. R.S. Fediuk, A.P. Svintsov, V.S. Lesovik   Designing of special concretes for machine building Journal of Physics:.   Scopus Q3, Conf. Series, Volume 1050, conference 1 (2018) 012026 Mechanical Science and Technology Update (MSTU-2018) IOP Publishing 27–28 February 2018, Omsk, Russia
13. Zh.M. Govorova, A.P. Svintsov, O.B. Govorov  Technologies for preparation of drinking water from the low power surface water source   Scopus Q4, IOP Conf. Series: Materials Science and Engineering, 451.2018
14. Svintsov A.P., Kharun M.  Polystyrene Concrete as the Structural Thermal Insulating Material.   Scopus, IPN Education Group, Kuala Lumpur, Malaysia. 2016. Р. 21-22., Langkawi, Malaysia.
15. Svintsov A.P., Kharun M., E.L. Schesnyak.  Concept of Socio-Economic Motivation of Water Consumption and Water Saving in the Housing Sector.  Scopus, IPN Education Group, Kuala Lumpur, Malaysia, 2016, р. 39-40. Advances in Social Sciences Research International Conference 2016, Bandung, Indonesia.